# Заповідник дикої природи Челбі
Заповідник дикої природи Челбі або заповідник Стефані — це охоронна територія в регіоні південних націй, національностей і народів Ефіопії.
Заповідник охоплює територію площею 4212 км 2 навколо озера Чу-Бахір, також відомого як озеро Челбі, і частини басайнів річок Войто і Сеген, які впадають в озеро.
Заповідник був створений у 1973 році. На півдні він обмежений кордоном з Кенією, на сході — національним парком Борана, а на заході — контрольованим мисливським районом Мурле (або Мурулле). 
Заповідник знаходиться в екорегіоні чагарників і заростей сомалійських акацій і коміфор, і охороняє популяцію зебри Греві ( Equus grevyi ), що перебуває на межі зникнення.